# Smithson (cráter)

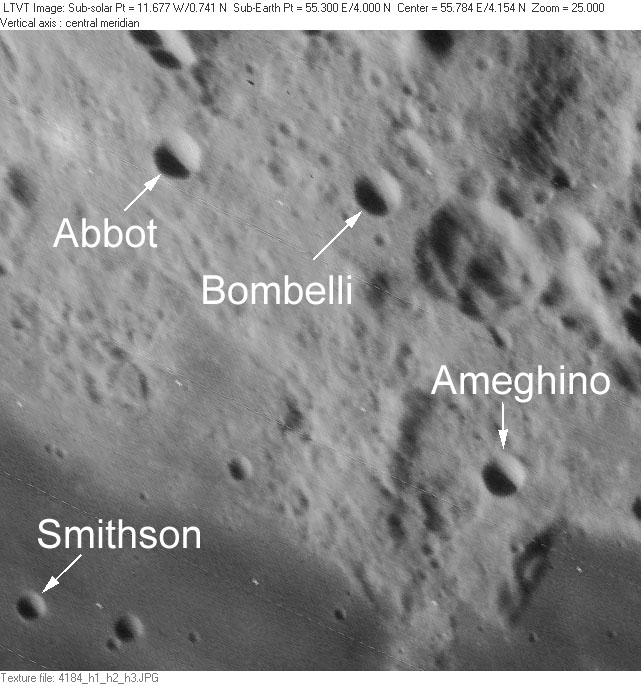
Fotografía de la misión Lunar Orbiter 4

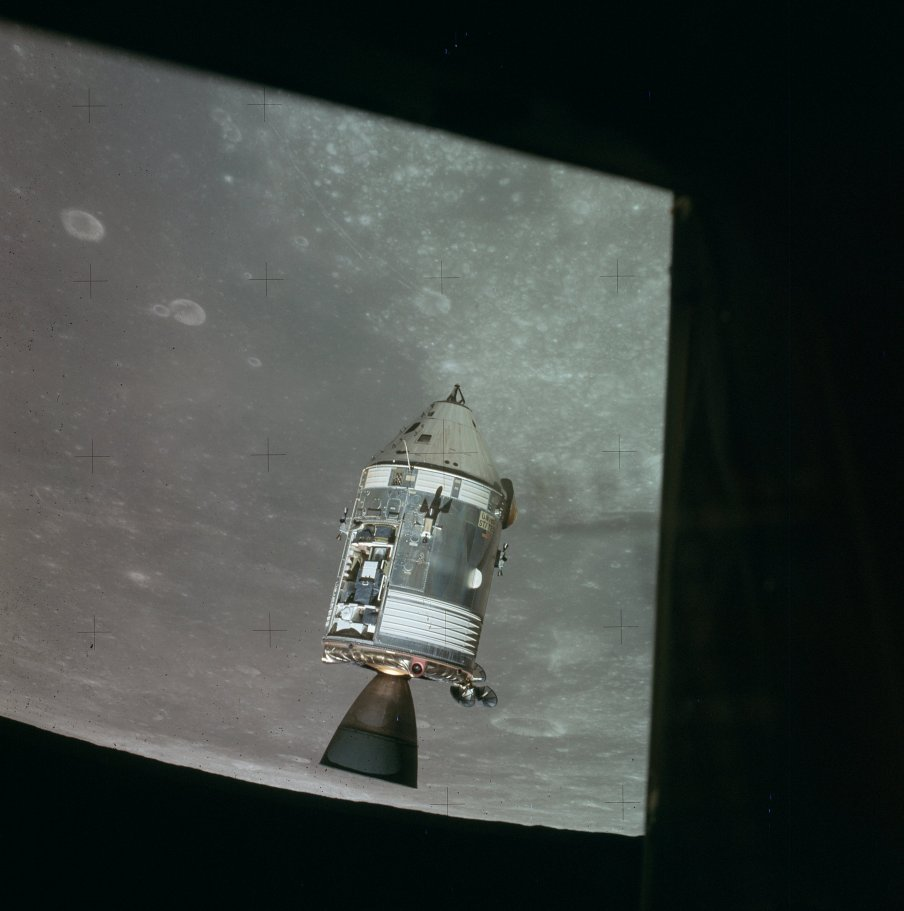
Fotografía de la misión Apolo 15

Smithson es un pequeño cráter de impacto lunar localizado en la parte noreste del Mare Fœcunditatis. Se encuentra relativamente aislado, con los cráteres Abbot, Bombelli y Ameghino formando un arco sobre el cuadrante noreste de Smithson. 
|  |

Es un elemento circular, en forma de copa, con un albedo ligeramente más alto que el mar lunar circundante, sensiblemente más oscuro. Anteriormente fue identificado como Taruntius N, antes de ser renombrado por la UAI. Taruntius se encuentra al oeste-noroeste, en la parte noroeste del mismo mare.